# Diocèse de Tucson
Le diocèse de Tucson (en latin : Dioecesis Tucsonensis, et en anglais : Roman Catholic Diocese of Tucson) est une circonscription ecclésiastique de l'Église catholique aux États-Unis. Il s'agit d'un diocèse latin, suffragant de l'archidiocèse de Santa Fe, érigé par le pape Léon XIII le 8 mai 1897. Depuis 2025, le siège épiscopal est vacant.

## Histoire
Auparavant, le pape Pie IX avait établi le vicariat apostolique d'Arizona en 1868, par détachement de l'archidiocèse de Santa Fe. Les langues du diocèse restent l'anglais et l'espagnol. À son tour, le diocèse a perdu du territoire lors de l'érection des diocèses d'El Paso (1914), Gallup (1939) et Phoenix (1969).

## Territoire
Le diocèse a pour siège la cathédrale Saint-Augustin située à Tucson. Il compte également une mission, la mission San Xavier del Bac.
Son territoire recouvre 9 comtés du sud de l'Arizona : Cochise, Gila, Graham, Greenlee, La Paz, Pima, Pinal (à l'exception de la réserve indienne de la rivière Gila), Santa Cruz et Yuma. Réparti sur 110.611 km², il est divisé en 78 paroisses, desservies par 201 prêtres et 176 diacres. 

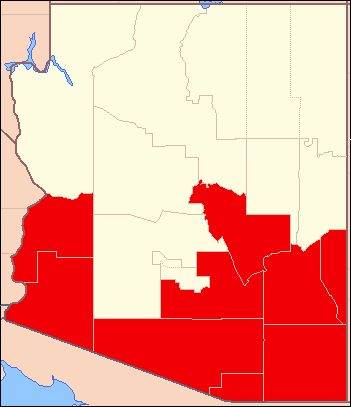
Le territoire du diocèse.
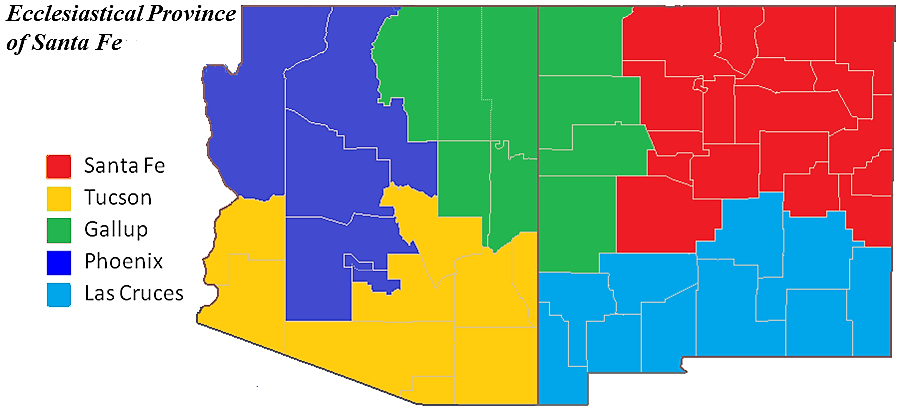
Localisation du diocèse (en jaune) au sein de la province ecclésiastique de Santa Fe.